# Интернет-издательство
Интернет-изда́тельство — организация, осуществляющая подготовку, выпуск и распространение цифровых изданий в сети Интернет.
Зачастую интернет-издательство берёт на себя заботы по распространению, раскрутке продукции в Интернете. Объектом раскрутки чаще всего выступает программное обеспечение, однако, это могут быть также книги, музыкальные записи, видеоклипы, кинопродукция и т. д.
По целям предпринимательской деятельности различают интернет-издательства коммерческие и некоммерческие.